# A.R. Penck
A.R. Penck alias Ralf Winkler (født 5. oktober 1939 i Dresden, død 2. maj 2017 i Zürich) var en tysk maler, billedhugger, grafiker og jazztrommeslager.
Han betragtes, som Anselm Kiefer og Georg Baselitz, som en neo-ekspressionistisk kunstner. Han blev kendt for sin visuelle stil, der minder om indflydelse fra primitiv kunst.

## Galleri
| - Værker af A.R. Penck - Skulptur på Art'otel i Dresden - Art'otel i Dresden med skulptur af Penck - BMW Z1 Art Car - BMW Z1 Art Car |